# سیشل
سیشل (به فرانسوی: Seychelles، سِشِل) با نام رسمی جمهوری سیشل (به فرانسوی: République des Seychelles)، کشور جزیره‌ای در شرق قارهٔ آفریقاست که در درون آب‌های اقیانوس هند جای گرفته‌است. سیشل، کوچک‌ترین کشور قاره آفریقا است که پایتخت آن ویکتوریا است.
این کشور، تنها کشور آفریقایی دارای شاخص توسعه انسانی با درجهٔ بسیار بالا می‌باشد. سیشل از مجمع‌الجزایری شامل ۱۱۵ جزیره تشکیل شده‌است که در حدود ۱۵۰۰ کیلومتری قاره آفریقا واقع شده‌اند. این جزایر در شمال ماداگاسکار قرار گرفته‌اند. سیشل با ۱۰۰٬۰۹۲ نفر جمعیت، یکی از کمترین جمعیت‌ها را در میان کشورهای آفریقا دارد.
جزایر سیشل آب‌وهوای دریایی استوایی دلپذیری دارند و گردشگران زیادی از این جزایر دیدن می‌کنند. تنها یک‌سوم از جزایر سیشل مسکونی هستند و ۹۰ درصد از جمعیت این کشور در جزیره اصلی یعنی جزیره «ماهه» نشیمن گزیده‌اند. جزیره ماهه، ۲۷ کیلومتر درازا و ۳ تا ۸ کیلومتر پهنا دارد و پایتخت کشور نیز در همین جزیره واقع شده‌است. این جزایر در میانه‌های سده هجدهم مستعمرهٔ فرانسه شد، در ۱۸۱۴ به بریتانیا واگذار گشت و در ۱۹۷۶ استقلال یافت.

## تاریخ
سیشل در سال ۱۵۰۱ توسط واسکو دوگاما کشف شد. این جزایر در میان سال‌های ۱۷۵۶ و ۱۷۹۴ توسط فرانسویان اداره می‌شد و در سال ۱۷۹۴ به دست انگلیسی‌ها افتاد و در ۱۸۱۴ رسماً یکی از مستعمرات بریتانیا گشت. پس از ۱۸۳۰ بسیاری از بردگان آزادشده برای سکونت به این جزایر آمدند و از سده نوزدهم جزایر سیشل یکی از مناطق محبوب گردشگری برای اعیان بریتانیایی بود.
سیشل در سال ۱۹۷۶ استقلال یافت. در ۱۹۷۷ فرانس آلبرت رنه نخست‌وزیر وقت کودتایی را بر ضد جیمز مانشام، رئیس‌جمهوری وقت، رهبری کرد و نظام تک‌حزبی و سوسیالیستی را برقرار ساخت و خواستار عدم تعهد شد. کوشش‌هایی که برای سرنگونی رنه به اجرا گذاشته شد از جمله به‌کارگیری مزدوران آفریقای جنوبی (۱۹۸۱) ناموفق بود. در ۱۹۹۲ انتخابات چندحزبی برگزار شد؛ جیمز مانشام به سیشل بازگشت و رهبری حزب دموکرات را برعهده گرفت. فرانس آلبر رنه تا آوریل ۲۰۰۴ قدرت را در دست داشت و در آن تاریخ، جیمز میشل، که از هم‌حزبی‌های او بود به ریاست‌جمهوری برگزیده شد. جزایر سیشل در اوائل قرن هجدهم به تصرف فرانسویان درآمد، ولی انگلیسی‌ها در سال ۱۷۹۴ این جزایر را به تصرف خود درآوردند. جزایر سیشل تا سال ۱۹۰۳ بخشی از حکومت مستعمره دیگر انگلیس در شرق آفریقا، جزایر موریس بود تا اینکه در این سال به مستعمره مستقلی تبدیل شد. سیشل یکی از اعضای جامعه مشترک‌المنافع انگلستان است.

## نامگذاری
در سال ۱۷۵۶ کرنل نیکلاس مورفی کاپیتان کمپانی هند شرقی فرانسه این جزایر را به طور رسمی به فرانسه ضمیمه کرد و نام وزیر دارایی وقت فرانسه، «ژان-مورو دُ سیشل» را بر آن نهاد.

## سیاست

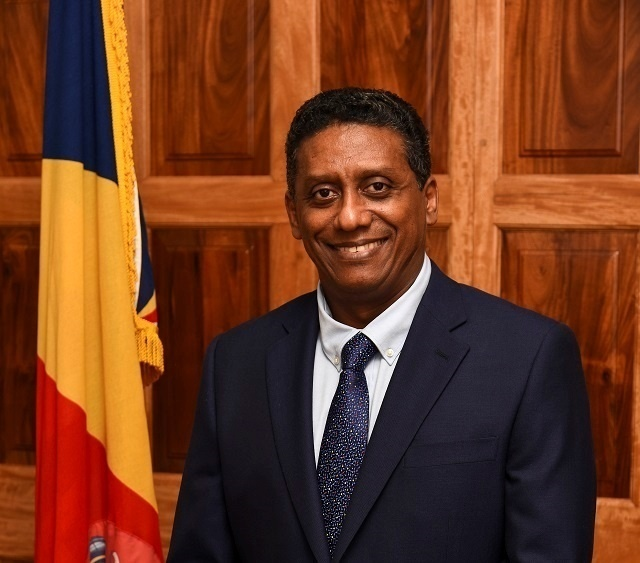
دنی فور رئیس‌جمهور فعلی سیشل.

سیشل تا سال‌ها مستعمره انگلیس بود و پس از استقلال هم چندین کودتای نظامی در آن روی داد. این کشور کم‌جمعیت‌ترین کشور قاره آفریقا است. به دلیل قرار گرفتن در سر راه تجارت آفریقا و آسیا برای مدتی در قرن ۱۷ میلادی پایگاه دزدان دریایی بود. بعد از مدتی فرانسه کنترل این جزایر را در دست گرفت و دزدان این جزایر را ترک کردند.
فرانس آلبرت رنه از سال ۱۹۷۷ تا ۲۰۰۴ رئیس‌جمهور سیشل بود. پس از او جیمز میشل ریاست‌جمهوری را در این کشور بر عهده گرفته‌است.
نظام سیشل جمهوری است ولی رئیس‌جمهور این کشور بیش از پانزده سال و با کودتا در قدرت بود. رئیس‌جمهور، که شورای وزیران را انتصاب می‌کند با رأی تمامی افراد بالغ برای پنج سال انتخاب می‌شود. مجمع ملی متشکل از ۲۳ عضو است که مستقیماً انتخاب می‌گردند و دو نفر که از سوی رئیس‌جمهور گمارده می‌شوند. جبههٔ ترقی‌خواه خلق سیشل (تنها حزب قانونی سابق) حزب عمده سیاسی است.

## جغرافیا

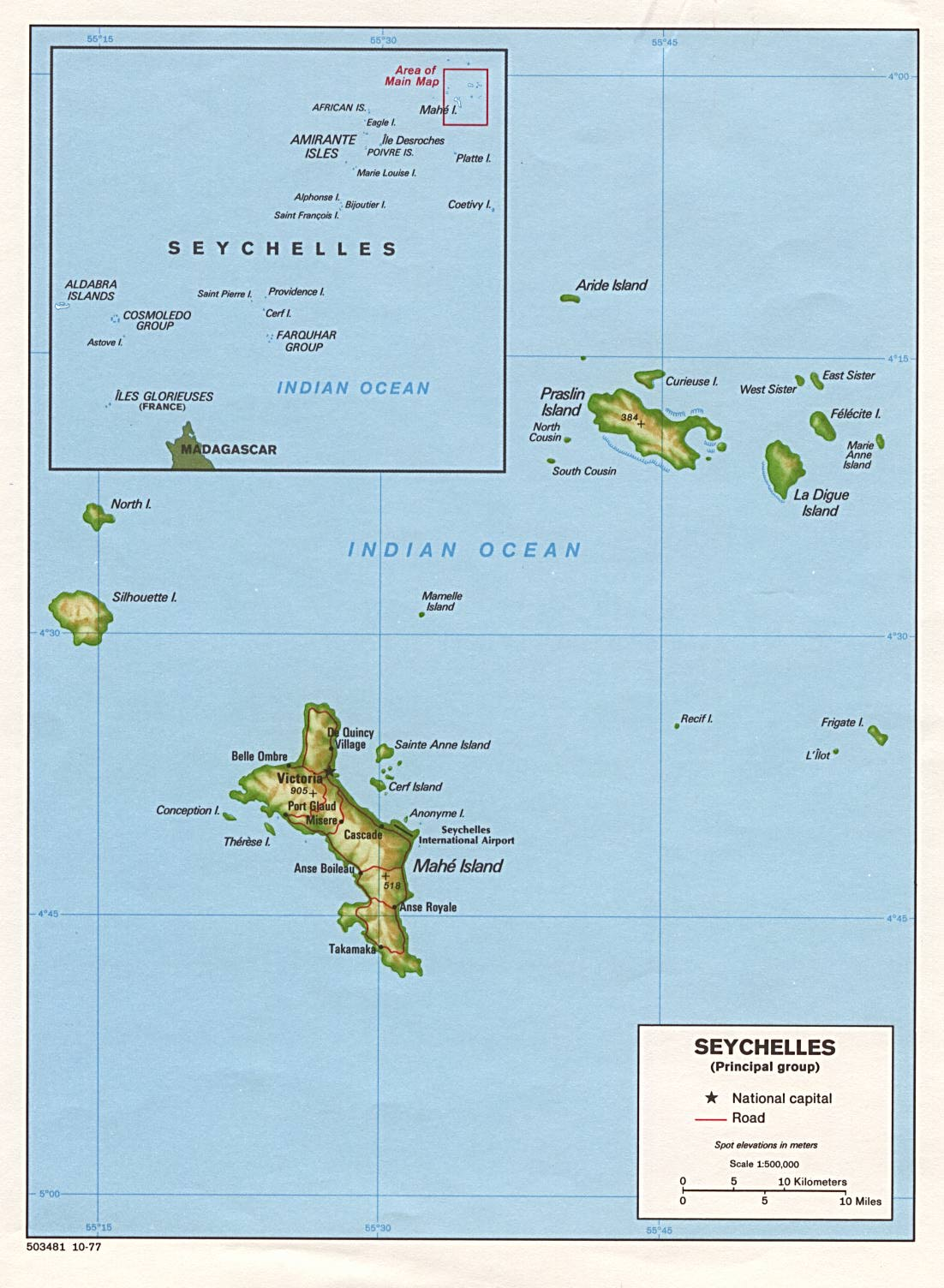

مساحت این جزیره تقریباً ۴۴۴ کیلومتر مربع، و پایتخت آن شهر ویکتوریا است که بزرگ‌ترین جزیره این مجمع الجزایر به حساب می‌آید و ۸۰ درصد جمعیت سیشل را در خود جای داده‌است.
سیشل از ۴۱ جزیرهٔ گرانیتی کوهستانی و کمی بیش از ۵۰ جزیرهٔ مرجانی کوچک‌تر در اقیانوس هند تشکیل شده‌است. این جزایر پیرامون جزیره ماهه که نود کیلومتر طول دارد و از بزرگ‌ترین جزایر این مجموعه‌است قرار گرفته‌اند. جزایر اصلی ماهه، پراسلین و لادیگ هستند. بلندترین نقطه سیشل مورن سیشلوآ با ۹۰۶ متر ارتفاع در جزیرهٔ ماهه قرار دارد. این جزایر آب و هوای دریایی استوایی دلپذیری دارند و بارندگی در آن‌ها سنگین است. آب و هوای سیشل، استوایی با رطوبت بالا، نسیم ملایم و تحت تأثیر جریانات دریایی است.
جزایر گرانیتی بیش از ۹۴۰ متر ارتفاع دارند و برخی دشت‌های کم‌وسعت ساحلی و بریدگی‌های هسته‌ای در سواحل شرقی را در بر می‌گیرند. جزایر کورالینی معمولاً دارای آب‌های راکد هستند.

## تقسیمات کشوری
مجمع الجزایر سیشل از لحاظ تقسیمات کشوری به ۲۵ استان تقسیم می‌شود.

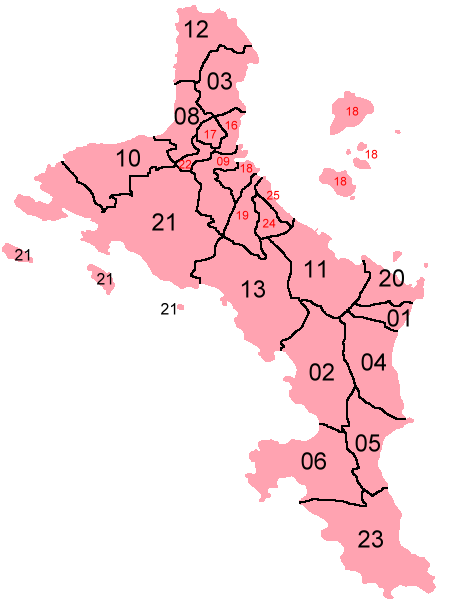

### تقسیمات اداری
سیشل به بیست و شش منطقه اداری تقسیم می‌شود که تمام جزایر داخلی را شامل می‌شود. هشت ناحیه پایتخت سیشل را تشکیل می‌دهند و به آنها بزرگ ویکتوریا می‌گویند. ۱۴ ناحیه دیگر بخش روستایی جزیره اصلی ماهه با دو ناحیه در پراسلین و یکی در لادیگ در نظر گرفته می‌شوند که شامل جزایر ماهواره‌ای مربوطه نیز می‌شود. بقیه جزایر بیرونی (Îles Eloignées) آخرین ناحیه ای هستند که اخیراً توسط وزارت گردشگری ایجاد شده‌است.
| ویکتوریای بزرگ - بل ایر - رودخانه انگلیس (رود انگلیسی) - لس ماملس - مونت بوکستون - مونت فلوری - پلایسنکه - روشه کایمن - سینت لویس | روستایی ماهه - انسه اوکس پنس - آنسه بویلو - آنسه اتول - درپوش طلا - آنسه رویال - بای لازار - بو والون - بل امبره - کسکده - گلاسیس - گراند 'آنسه ماهه - پوینته لا روئه - پورت گلود - تاکاماکا | پراسلین - بای سنت آن (انسه ولبرت) - گراند آنسه پراسلین (گراندآنسه) لادیگ و جزایر داخلی باقی مانده - لا دیگه (انسه رونیون) |

## اقتصاد
اقتصاد این کشور به صنعت گردشگری بسیار وابسته است. حدود یک سوم نیروی کار در این بخش اشتغال دارد. علاوه بر توریسم ماهیگیری هم یکی از صنایع مهم در اقتصاد کشور سیشل محسوب می‌گردد. صادرات وانیل، نارگیل، روغن نارگیل و ماهی در مقیاس بزرگ از این مجمع‌الجزایر به همه جای جهان انجام می‌شود.
سیشل به دلیل داشتن یکی از زیباترین سواحل جهان و صخره‌های گرانیتی مشهور در سواحل جزایر لادیگ و پراسلین و … شهرتی جهانی یافته‌است اکوسیستم غنی دریایی این جزایر در دنیا مشابه‌ای ندارد و یکی از بکرترین و غنی‌ترین اقیانوس‌های جهان را در خود دارد؛ که بهشتی برای غواصان در جهان محسوب می‌گردد.

## مردم

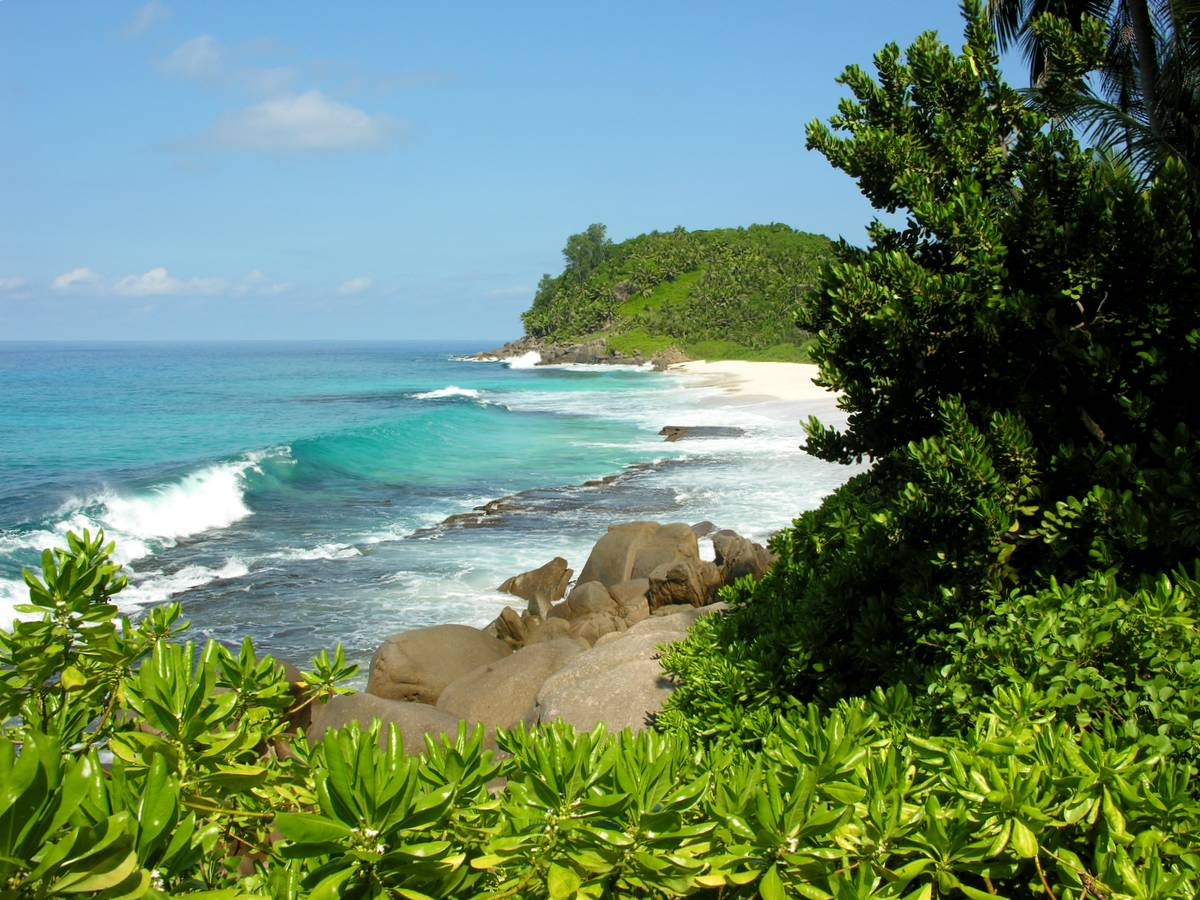

از آنجا که جزیرهٔ سیشل جمعیت بومی ندارد، ساکنین این جزیره را غالباً مهاجران فرانسوی، آفریقایی، هندی و چینی تشکیل می‌دهند. این جزایر تا قرن ۱۸ میلادی خالی از سکنه بودند؛ و بعد از قرن هجدهم اولین گروه‌ها برای سکونت به این جزایر وارد شده‌اند. قبل از قرن هجدهم این جزایر بهشت دزدان دریایی بود به خصوص جزایر ویکتوریا و پارسلین. مردم بومی سیشل معتقد هستند که در این جزایر گنج ۱۶۰ هزار دلاری دزد دریایی معروفی به نام اولیور لواسور گنجی پنهان شده‌است.
زبان‌های فرانسه و انگلیسی به‌عنوان زبان رسمی و فرانسوی بومی شده یا کریول زبان‌های تکلم در این کشور می‌باشند. غالب ساکنان سیشل مسیحی و کاتولیک مذهب‌اند. منبع اصلی درآمد مردم سیشل توریسم و صدور انواع ماهی و برگ چای و گیاهان معطر است.
کمتر از ۱۵۰۰ نفر در سیشل از قوم تامیل هستند که مذهب هندو دارند اینها تاریخ حضور طولانی و در عین حال خوشنامی در سیشل دارند. تامیل‌ها تاجران خوشنام و مشاورین معتمد برای دولت‌های سیشل بوده‌اند. معبد هندوهای ویکتوریا سیشل در سال ۱۹۹۲ دستور ساخت آن داده شد و اکنون یکی از جاذبه‌های گردشگری و مذهبی برای جزیرهٔ ماهه محسوب می‌گردد.

## موسیقی سیشل
موزیک محلی تلفیقی از موسیقی‌های آسیایی، اروپایی آفریقایی و آمریکایی است.